# Erica eugenia
Erica eugenia är en spindelart som beskrevs av George William Peckham och Elizabeth Maria Gifford Peckham 1892. 
Erica eugenia ingår som enda art i släktet Erica och familjen hoppspindlar. Inga underarter finns listade i Catalogue of Life.